# LVV: The Real Rondon
LVV: The Real Rondon es el primer álbum de estudio del cantante Darell. Fue lanzado el 22 de octubre de 2020 por Sony Music Latin. También es llamado como La Verdadera Vuelta 2, debido a que el artista aclaró que la esencia de ambos discos es similar, tocando la temática del trap y volviendo a la esencia que lo hizo conocido, a pesar de esto, no tienen relación alguna.
Cuenta con las colaboraciones de artistas como Ñengo Flow, Miky Woodz, De La Ghetto, entre otros. Entre los sencillos más destacables del álbum se encuentran «Booty call» junto Kevvo y «Billetes de 100» junto a Gerardo Ortiz.

## Lista de canciones
| N.º   | Título                                                 | Duración |  |
| 1.    | «Un barrio»                                            | 3:31     |  |
| 2.    | «One way»                                              | 3:27     |  |
| 3.    | «Orale guey»                                           | 3:23     |  |
| 4.    | «Olajuwon» (con Juanka El Problematik)                 | 4:05     |  |
| 5.    | «Bandolero»                                            | 3:58     |  |
| 6.    | «Dinero fácil» (con Kiko El Crazy)                     | 2:59     |  |
| 7.    | «LVV en su piel»                                       | 3:30     |  |
| 8.    | «De to'»                                               | 3:05     |  |
| 9.    | «Vacation»                                             | 3:14     |  |
| 10.   | «Como me ven» (con Pablo Chill-E)                      | 2:47     |  |
| 11.   | «Billetes de 100» (con Gerardo Ortiz)                  | 3:28     |  |
| 12.   | «96» (con Miky Woodz)                                  | 4:08     |  |
| 13.   | «Rest in Peace» (con Ñengo Flow)                       | 2:57     |  |
| 14.   | «Dame los chavos» (con De La Ghetto y Young Hollywood) | 3:27     |  |
| 15.   | «Llorando»                                             | 3:36     |  |
| 16.   | «Booty Call» (con Kevvo)                               | 3:32     |  |
| 55:13 |                                                        |          |  |

## Posicionamiento en listas
| Listas (2020)                     | Mejor posición |
| --------------------------------- | -------------- |
| Estados Unidos (Top Latin Albums) | 48             |